# Jef Van de Wiele
Fredegardus Jacobus Josephus „Jef“ Van de Wiele (* 20. Juli 1903 in Brügge; † 4. September 1979 ebenda) war ein flämischer Nationalist nationalsozialistischer Ausrichtung, Aktivist der Flämischen Bewegung und späteres Mitglied der SS. Er war ein entschiedener Befürworter eines „Großgermanischen Reichs“, zu dem auch Flandern gehören sollte.

## Leben
Jef Van de Wiele war der Sohn des August Van de Wiele, eines Bürgermeisters von Deurne (Provinz Antwerpen).
Noch vor seinem Lehrerstudium schrieb er Romane. Nach dem Studium promovierte er 1936 in Philosophie und Philologie und wurde Lehrer. Im selben Jahr wurde er, Aktivist der Flämischen Bewegung, Chefredakteur der Zeitschrift De Vlag der von ihm 1936 gegründeten „Dietsch-Vlaamsche Arbeidsgemeenschap“ (ebenfalls „De Vlag“), die sich vom Vlaamsch Nationaal Verbond (VNV) abgespalten hatte, wiewohl auch dieser ein Groot-Nederlands Dietsland ohne Parteien und Gewerkschaften, stattdessen mit klassenübergreifender Volksgemeinschaft anstrebte. De Vlag vertrat die nationalsozialistische Politik in Belgien als enger Verbündeter, weshalb sie von der deutschen Seite massiv unterstützt wurde. Außer als Chefredakteur trat Van de Wiele auch als Organisator der Flämisch-Deutschen Kulturtage auf.
Nach Beginn des Zweiten Weltkrieges wurden die Aktivitäten von „De Vlag“ von der belgischen Regierung zeitweilig unterbunden. Nach der Schlacht um Belgien im Mai 1940 konnte die Organisation – mit der deutschen Militärverwaltung kollaborierend – wieder agieren.
Nach dem deutschen Überfall auf die Sowjetunion im Juni 1941 propagierte Van de Wiele mit anderen De-Vlag-Anhängern den Beitritt in die „Germanische Division“ der Waffen-SS und den Einsatz an der Ostfront. Er selbst hatte sich ihr angeschlossen und hatte den Rang eines SS-Sturmbannführers.
Als westalliierte Truppen Ende August 1944 zügig Richtung Belgien vorrückten, rief Van de Wiele seine Anhänger zur Flucht nach Deutschland auf. Zusammen mit 15.000 anderen Flamen wurde er Mitglied der Vlaamsche Landsleiding (Flämische Landesführung), einer nationalsozialistisch orientierten flämischen „Exilregierung“ für einen „Reichsgau Flandern“. Nach dem Kriegsende tauchte er zunächst in Deutschland unter. Im Dezember 1945 verurteilte ihn ein belgisches Gericht in Abwesenheit zum Tode. Im Mai 1946 wurde er verhaftet und nach Belgien ausgeliefert. Im November 1946 wurde die Todesstrafe in lebenslange Haft umgewandelt. Im Jahre 1963 wurde er freigelassen. Anfangs arbeitete er in Belgien als Übersetzer für ein deutsches Unternehmen. Später übersiedelte er in die Niederlande. In seinen letzten Jahren kehrte er nach Belgien zurück; er starb am 4. September 1979 in Brügge.

## Schriften
- Flandern wird leben. Steenlandt Verlag, Brüssel 1944.